# Càlcul estocàstic quàntic
El càlcul estocàstic quàntic és una generalització del càlcul estocàstic a variables no desplaçables. Les eines que ofereix el càlcul estocàstic quàntic són de gran utilitat per modelar l'evolució aleatòria dels sistemes en mesura, com en les trajectòries quàntiques. :148De la mateixa manera que l'equació mestra de Lindblad proporciona una generalització quàntica a l'equació de Fokker-Planck, el càlcul estocàstic quàntic permet la derivació d'equacions diferencials estocàstiques quàntiques (QSDE) que són anàlogues a les equacions clàssiques de Langevin.
Per a la resta d'aquest article, el càlcul estocàstic es denominarà càlcul estocàstic clàssic, per tal de distingir-lo clarament del càlcul estocàstic quàntic.

## Integració estocàstica quàntica
L'evolució estocàstica dels operadors del sistema també es pot definir en termes de la integració estocàstica d'equacions donades.

### Integral quàntica Itô
La integral quàntica Itô d'un operador de sistema {\displaystyle g(t)} ve donada per: :155
{\displaystyle (\mathbf {I} )\int _{t_{0}}^{t}g(t^{\prime })\mathrm {d} B(t^{\prime })=\lim _{n\to \infty }\sum _{i=1}^{n}g(t_{i})\left(B(t_{i+1},t_{0})-B(t_{i},t_{0})\right)\,,}
on la negreta (I) que precedeix la integral significa Itô. Una de les característiques de definir la integral d'aquesta manera és que els increments {\displaystyle \mathrm {d} B} i {\displaystyle \mathrm {d} B^{\dagger }} es permuten amb l'operador del sistema.

### Itô equació diferencial estocàstica quàntica
Per definir l'Itô QSDE, cal saber alguna cosa sobre les estadístiques de bany. :159En el context del formalisme del soroll blanc descrit anteriorment, el QSDE d'Itô es pot definir com: :156
{\displaystyle (\mathbf {I} )\,\mathrm {d} a=-{\frac {i}{\hbar }}[a,H_{\mathrm {sys} }]\mathrm {d} t+\gamma \left((N+1){\mathcal {D}}[c^{\dagger }]a+N{\mathcal {D}}[c]a\right)\mathrm {d} t-{\sqrt {\gamma }}\left([a,c^{\dagger }]\mathrm {d} B(t)-\mathrm {d} B^{\dagger }(t)[a,c]\right)\,,}
on l'equació s'ha simplificat utilitzant el superoperador Lindblad: :105
{\displaystyle {\mathcal {D}}[A]a\equiv AaA^{\dagger }-{\frac {1}{2}}\left(A^{\dagger }Aa+aA^{\dagger }A\right)\,.}
Aquesta equació diferencial s'interpreta com la definició de l'operador del sistema {\displaystyle a} com la integral quàntica Itô del costat dret, i és equivalent a l'equació de Langevin. :3765

### Integral quàntica de Stratonovich
La integral quàntica de Stratonovich d'un operador de sistema {\displaystyle g(t)} ve donada per: :157{\displaystyle (\mathbf {S} )\int _{t_{0}}^{t}g(t^{\prime })\mathrm {d} B(t^{\prime })=\lim _{n\to \infty }\sum _{i=1}^{n}{\frac {g(t_{i})+g(t_{i+1})}{2}}\left(B(t_{i+1},t_{0})-B(t_{i},t_{0})\right)\,,}
on la negreta (S ) que precedeix la integral representa Stratonovich. A diferència de la formulació Itô, els increments de la integral de Stratonovich no es comuniquen amb l'operador del sistema, i es pot demostrar que:
{\displaystyle (\mathbf {S} )\int _{t_{0}}^{t}g(t^{\prime })\mathrm {d} B(t^{\prime })-(\mathbf {S} )\int _{t_{0}}^{t}\mathrm {d} B(t^{\prime })g(t^{\prime })={\frac {\sqrt {\gamma }}{2}}\int _{t_{0}}^{t}\mathrm {d} t^{\prime }\,[g(t^{\prime }),c(t^{\prime })]\,.}

### Equació diferencial estocàstica quàntica de Stratonovich
El QSDE de Stratonovich es pot definir com: :158
{\displaystyle (\mathbf {S} )\,\mathrm {d} a=-{\frac {i}{\hbar }}[a,H_{\mathrm {sys} }]\mathrm {d} t-{\frac {\gamma }{2}}\left([a,c^{\dagger }]c-c^{\dagger }[a,c]\right)\mathrm {d} t-{\sqrt {\gamma }}\left([a,c^{\dagger }]\mathrm {d} B(t)-\mathrm {d} B^{\dagger }(t)[a,c]\right)\,.}

### Regles de càlcul
Igual que amb el càlcul estocàstic clàssic, es pot derivar la regla de producte adequada per a la integració d'Itô i Stratonovich, respectivament: :156, 159
{\displaystyle (\mathbf {I} )\,\mathrm {d} (ab)=a\,\mathrm {d} b+b\,\mathrm {d} a+\mathrm {d} a\,\mathrm {d} b\,,}
{\displaystyle (\mathbf {S} )\,\mathrm {d} (ab)=a\,\mathrm {d} b+\mathrm {d} a\,b\,.}
Com és el cas del càlcul estocàstic clàssic, la forma de Stratonovich és la que conserva el càlcul ordinari (que en aquest cas no és canviant). Una peculiaritat de la generalització quàntica és la necessitat de definir tant la integració Itô com la de Stratonovitch per tal de demostrar que la forma de Stratonovitch conserva les regles del càlcul no canviant. :155